# Karl Schröders
Karl Theodor Schröders (* 21. November 1796 in Brandenburg an der Havel; † 26. Juni 1867 in Bielefeld) war ein preußischer Generalmajor. 

## Leben

### Herkunft und Familie
Karl Theodor war ein Sohn des Assessors bei der Akzise- und Zolldirektion, sowie nachmaligen Geheimrats Friedrich Wilhelm Schröders (1756–1824) und des Karoline Amalie, geborene Lange.
Aus seiner 1817 geschlossenen Ehe mit Ludowika Singelmann (1798–1879) sind vier Töchter und ein Sohn hervorgegangen.

### Werdegang
Schröders begann seine Laufbahn in der preußischen Armee im Jahre 1809 als Jäger im 1. Jäger-Bataillon, avancierte 1809 zum Portepeefähnrich, 1810 zum Sekondeleutnant und wurde 1810/11 zur Allgemeinen Kriegsschule kommandiert. 1811 ging er zum 1. Ostpreußischen Infanterie-Regiment und nahm am Sechsten Koalitionskrieg bzw. an den Befreiungskriegen, insbesondere den Gefechten bei Wollgund, Eckau, Schlockhof, Bernburg (wo er verwundet wurde), bei Danigkow, Merseburg, Colditz, Königswartha, Löwenberg, Goldberg, Saint-Dizier, La Chaussée, Châlons, Château-Thierry, dem Übergang bei Wartenburg (Auszeichnung: Eisernes Kreuz II. Klasse), den Schlachten bei Großgörschen, Bautzen, an der Katzbach, bei Leipzig (erneute Verwundung) und Laon teil. Bereits 1814 war er zum Premierleutnant aufgestiegen und erhielt sein Beförderung zum Kapitän und Kompaniechef 1815. Er avancierte dann 1834 zum Major, 1844 zum Oberstleutnant und 1847 zum Oberst. Im gleichen Jahr beauftragte man ihn zunächst mit der Führung des 13. Infanterie-Regiments und ernannte Schröders zum Regimentskommandeur. 
Schröders hat 1850 seinen Abschied als Generalmajor mit Pension erhalten, wurde 1857 mit Pension zur Disposition gestellt und 1863 mit dem Roten Adlerorden II. Klasse mit Eichenlaub ausgezeichnet.